# Kenneth Kendall
Kenneth Kendall (* 7. August 1924 in Britisch-Indien; † 14. Dezember 2012 in Cowes, Isle of Wight, Vereinigtes Königreich) war ein britischer Filmschauspieler und Nachrichtensprecher (broadcaster). Er arbeitete viele Jahre als Nachrichtensprecher der BBC und gehörte gemeinsam mit seinen Zeitgenossen Richard Baker und Robert Dougall zu den so genannten „Big Three“ der BBC.

## Frühe Jahre
Kenneth Kendall wurde in Britisch-Indien geboren, wo sein Vater, Frederic William Kendall († 30. Mai 1945) als Metallurg arbeitete. Im Alter von 10 Jahren wurde Kendall an der Felsted School in Essex, England eingeschult.
Seine Eltern verblieben aber in Indien, so dass er sie nur noch selten sah.
“My parents stayed in India, so I had to stay with relatives during school holidays because this was before the Second World War when it wasn’t really possible to fly easily between England and India. So quite often I didn’t see my parents for two or three years at a time.”
(„Meine Eltern blieben in Indien, also musste ich während der Schulferien bei Verwandten bleiben, denn es war die Zeit vor dem Zweiten Weltkrieg, als es noch nicht möglich war mal eben zwischen England und Indien hin- und herzufliegen. Und so habe ich meine Eltern oft zwei oder drei Jahre lang nicht gesehen.“) Nach seinem Schulabschluss begann Kendall Moderne Sprachen am Corpus Christi College an der University of Oxford das Studium Moderne Sprachen, wurde aber schon ein Jahr später zur British Army, zu den Coldstream Guards, einberufen.

## Militärdienst
Kendall befehligte als Lieutenant ein Platoon und landete zehn Tage nach dem D-Day im Jahre 1944 in der Normandie. Einen Monat später wurde er verwundet.
“My battalion went over there 10 days after the Normandy landings, but after only a month I was wounded and had to come home. So I didn’t see too much of the war, but it was still plenty!”
(„Mein Bataillon ging zehn Tage nach der Landung in der Normandie rüber, aber nach nur einem Monat wurde ich verwundet und wurde nach Hause geschickt. Also habe ich nicht so viel vom Krieg gesehen, aber trotzdem war es [mehr als] genug!“)
Nach dem Ende des Zweiten Weltkriegs blieb er zwei weitere Jahre in der Royal Army und war im Jahre 1946 in Palästina stationiert, als die britische Regierung wegen der erhöhten Spannungen dort die Truppenzahl auf etwa 100 000 Soldaten erhöhte. Am Ende seiner Dienstzeit schied Kendall im Rang eines Captain aus der British Army aus.

## Beim Rundfunk oder Fernsehen
Nach dem Militärdienst kehrte Kendall zunächst an die University of Oxford zurück, um sein Studium Moderne Sprachen abzuschließen. Anschließend bewarb er sich beim Foreign Service (Auswärtiger Dienst), gehörte dann aber nicht zu den fünf Prozent der Bewerber, die in den Dienst aufgenommen wurden. Ein Freund war der Ansicht, Kendall habe eine sehr klare ausdrucksvolle Stimme und schlug ihm vor, sich bei der BBC zu bewerben. Und nach einem Aufnahmetest wurde Kendall im Jahr 1948 als Ansager für den Home Service bei der BBC eingestellt. 1955 wechselte Kendall zu BBC Television und er war am 4. September 1955 der erste In-Vision-Newsreader (für Zuschauer sichtbare Nachrichtensprecher). In den Anfängen von BBC-TV erschienen die Nachrichtensprecher nicht auf dem Bildschirm, weil man befürchtete, dass die Mimik der Sprecher die Objektivität der Nachrichten beeinflussen könnte. Stattdessen wurden die Informationen verlesen und die Zuschauer sahen eine Reihe von Standbildern und Karten auf dem Bildschirm. Erst im Jahr 1955, als der bevorstehende Start von ITN (Independent Television News) dort einen weniger formalen Nachrichtendienst erwarten ließ, beschloss die BBC, auch ihre Nachrichtensprecher in-vision auf dem Bildschirm erscheinen zu lassen. Im September 1957 wurde bestimmt, dass Kenneth Kendall, Richard Baker und Robert Dougall das Team sein sollte, das regelmäßig die BBC Nachrichten verlas („The Big Three“). Kendall wurde schon bald bekannt für sein makelloses Äußeres, seine modische, elegante Kleidung und wurde 1979 von Lesern des Daily Mirror zum bestgekleideten Nachrichtensprecher gewählt.
1961 war Kendall der Meinung, dass er nicht bis ans Ende seiner Tage Nachrichtensprecher sein wolle und wechselte in die Fernsehplanungsabteilung der BBC. Nach kurzer Zeit begann er, diese Arbeit so sehr zu hassen, dass er 1961 die BBC verließ und begann, als Freier Mitarbeiter zu arbeiten (1961 bis 1969). U. a. präsentierte er in dieser Zeit: BBC TV Quizshow Pit Your Wits (1961–1963); Fascinating Facts (Oktober/Dezember 1963 und Februar–Mai 1964); BBC TV’s Regionalmagazin Town and Around (1969). Mitte der 1960er Jahre moderierte er Day by Day, das Nachtmagazin von Southern Television (ITN). Daneben trat er auch als Schauspieler auf, u. a. in Troubleshooters (1965 und 1967), Dr. Who, Adam Adamant. Irgendwann von 1966 bis 1968 spielte er in Stanley Kubricks Film 2001: Odyssee im Weltraum einen BBC-Fernsehnachrichtensprecher.
Darüber hinaus arbeitete er für ein Repertory-Unternehmen mit Sitz in Crewe und kurze Zeit beim Textilhändler Austin Reed in der Regent Street in London.
1969 kehrte er zur BBC zurück und arbeitete wieder als Nachrichtensprecher – gemeinsam mit Richard Baker und Robert Dougall.
Am 23. Dezember 1981 zog er sich endgültig aus dem Nachrichtengeschäft zurück.

## Im Ruhestand
Der Ruhestand ermöglichte es Kendall, von 1982 bis 1989 bei Treasure Hunt, einer Sendung von Channel 4, mitzuwirken. 2010 erschien Kendall in der BBC-Serie The Young Ones zum letzten Mal im TV. In der Serie versuchten sechs prominente Persönlichkeiten der 1970er oder 1980er Jahre (neben Kenneth Kendall waren dies der Boulevardjournalist und Rundfunksprecher Derek Jameson, der Entertainer Lionel Blair, der ehemalige Cricket-Schiedsrichter Dickie Bird und die Schauspielerinnen Liz Smith und Sylvia Syms), diverse Probleme, die das Altern mit sich bringt, zu überwinden, indem sie auf die Zeit der 1970er Jahre zurückgriffen.

## Persönliches
Kendall lebte mit seinem Partner Mark Fear, mit dem er seit 1989 zusammen war, in Cowes auf der Isle of Wight.
Gemeinsam betrieben sie eine Kunstgalerie.
2006 ging das Paar eine Lebenspartnerschaft ein.
Kendall starb am 14. Dezember 2012 in Folge eines Schlaganfalls, den er einige Wochen zuvor erlitten hatte.
Am 29. April 2013 wurde sein Partner Mark Fear tot aufgefunden. Eine Untersuchung ergab, dass er Suizid begangen hatte, weil er „von Trauer überwältigt“ worden sei.